# Iatrogenia

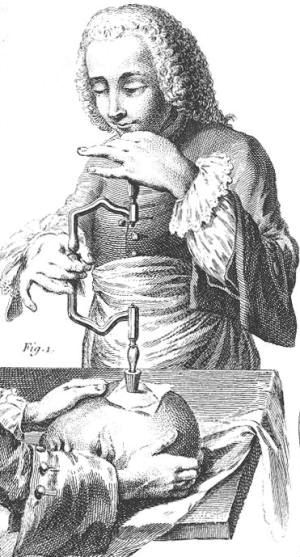
Trepanação, um exemplo de tratamento não provado para várias doenças

Iatrogenia refere-se a um estado de doença, efeitos adversos ou complicações causadas por ou resultantes do tratamento médico. Contudo, o termo deriva do grego iatros (médico, curandeiro) e genia (origem, causa), pelo que pode aplicar-se tanto a efeitos bons ou maus. Literalmente, causa induzida involuntariamente por um médico ou cirurgião ou por tratamento médico ou procedimentos de diagnóstico.
Também chamada de Iatrogênese, é a causa de uma doença, uma complicação prejudicial ou outro efeito nocivo de qualquer atividade médica, incluindo diagnóstico, intervenção, erro ou negligência.  Usado pela primeira vez neste sentido em 1924,  o termo foi introduzido na sociologia em 1976 por Ivan Illich , alegando que as sociedades industrializadas prejudicam a qualidade de vida ao supermedicalizar a vida.  A iatrogênese pode, portanto, incluir sofrimento mental por meio de crenças médicas ou declarações de um médico.  Alguns eventos iatrogênicos são óbvios, como amputação do membro errado, enquanto outros, comointerações medicamentosas , podem fugir do reconhecimento. Em uma estimativa de 2013, cerca de 20 milhões de efeitos negativos do tratamento ocorreram globalmente.  Em 2013, cerca de 142.000 pessoas morreram devido aos efeitos adversos do tratamento médico, contra 94.000 em 1990. 
Em farmacologia, o termo iatrogenia refere-se a doenças ou alterações patológicas criadas por efeitos colaterais dos medicamentos. De um ponto de vista sociológico, a iatrogenia pode ser clínica, social ou cultural. Embora seja usada geralmente para se referir às consequências de ações danosas dos médicos, pode igualmente ser resultado das ações de outros profissionais não médicos, tais como psicólogos, terapeutas, enfermeiros, nutricionistas, dentistas, consultores financeiros,  etc. Além disso, doença ou morte iatrogênica não se restringe à medicina Ocidental: medicinas alternativas também podem ser uma fonte de iatrogenia, de acordo com a origem do termo. Assim como na prática médica em não resolução de problemas à anemia, pois os profissionais médicos apenas tentam normalizar rapidamente o hemograma.
Iatrogênico é um dano indesejado ou almejado à saúde, causado ou provocado, como efeito colateral inevitável, por ato médico legítimo e endossado, destinado a curar ou melhorar determinada patologia.  Pode ser produzida por droga ou medicamento ou procedimento médico ou cirúrgico, prescrito ou realizado por profissional vinculado às ciências da saúde, seja médico, terapeuta, psicólogo, farmacêutico, enfermeiro, dentista, parteira, realizado dentro de uma indicação correta, realizado com perícia, prudência e diligência.

## Prováveis fontes iatrogênicas[7]
A causa iatrogênica se refere a efeitos adversos ou condições de saúde que são causados inadvertidamente como resultado de intervenções médicas. Essas intervenções podem incluir tratamentos médicos, procedimentos cirúrgicos, prescrições de medicamentos, terapias ou diagnósticos. Em outras palavras, a causa iatrogênica ocorre quando um paciente sofre danos ou desenvolve uma condição de saúde negativa devido a ações médicas bem-intencionadas, mas que acabam tendo consequências indesejadas e não previstas. É importante ressaltar que a maioria dos profissionais de saúde trabalha diligentemente para minimizar o risco de causas iatrogênicas, mas essas situações podem ocorrer devido à complexidade inerente à prática médica.
Os efeitos colaterais e riscos associados à intervenção médica são chamados de iatrogênese. Esses efeitos colaterais também são chamados de reações adversas a medicamentos (RAMs). Iatrogênese é composta por duas palavras gregas, “iatros”, que significa médicos, e “gênese”, que significa origem. Conseqüentemente, doenças iatrogênicas são aquelas em que médicos, medicamentos, diagnósticos, hospitais e outras instituições médicas atuam como “patógenos” ou “agentes doentios”. De acordo com a Organização Mundial da Saúde (OMS), “Iatrogênese é qualquer doença nociva e não intencional , e efeito indesejável de um medicamento, que ocorre em doses usadas em humanos para profilaxia, diagnóstico ou terapia.” 
Definir objetivamente se um fato é iatrogênico ou não requer uma avaliação criteriosa das circunstâncias e dos elementos envolvidos. Aqui estão alguns pontos a considerar ao determinar se um fato é iatrogênico: 
- Intervenção Médica: Verifique se existe uma intervenção médica direta associada ao evento. Isso pode incluir tratamentos, cirurgias, procedimentos diagnósticos, uso de medicamentos ou terapias.[10]
- Relação Temporal: Analise a relação temporal entre a intervenção médica e o aparecimento dos sintomas adversos ou da condição de saúde. Se os sintomas surgirem logo após a intervenção, isso pode sugerir uma possível causa iatrogênica.[10]
- Efeito Adverso Não Antecipado: Avalie se os efeitos adversos observados não eram esperados ou antecipados como parte natural da intervenção médica. Se os efeitos adversos não puderem ser explicados pela condição subjacente do paciente ou pelo procedimento realizado, pode haver uma relação com a intervenção.[10]
- Evidência Científica: Baseie sua avaliação em evidências científicas e dados clínicos. Considere se há literatura médica que relaciona a intervenção em questão a efeitos adversos similares.[10]
- Exclusão de Outras Causas: Certifique-se de que outras causas possíveis tenham sido adequadamente excluídas. Às vezes, sintomas ou condições podem ser atribuídos erroneamente a uma intervenção médica, quando na verdade têm origens diferentes.[10]
- Opinião de Especialistas: Em casos complexos, é útil buscar a opinião de especialistas relevantes, como médicos especializados na área em questão.[10]

Não se consideram causas iatrogênicas:  
- Causas Naturais  - Eventos ou condições de saúde que ocorrem naturalmente, sem relação direta com uma intervenção médica, não são considerados iatrogênicos.[10]
- Complicações Esperadas - Complicações que são reconhecidas como riscos conhecidos de um procedimento ou tratamento médico não são consideradas iatrogênicas. Essas complicações são parte do risco inerente associado a determinados procedimentos.[10]
- Progressão normal da Doença -  A progressão natural de uma doença subjacente não é considerada iatrogênica. A causa iatrogênica está associada às ações médicas específicas).[10]
- Causas Externas - Eventos causados por fatores externos, como acidentes ou lesões não relacionadas a intervenções médicas, não são classificados como iatrogênicos). Em resumo, determinar se um evento é iatrogênico requer uma análise cuidadosa das circunstâncias, com base em critérios clínicos, científicos e especializados. A chave é identificar uma ligação causal entre a intervenção médica e o resultado adverso de forma objetiva e embasada.[10]

De forma jurídica, a iatrogenia se refere aos danos ou complicações causados a um paciente como resultado de ações ou omissões de um profissional de saúde durante a prestação de cuidados médicos. Quer dizer, existe a necessidade de uma ação ou omissão do profissional, seja dolosa (com intenção) ou, ainda, em casos de culpa (sem intenção, mas violou um dever geral de cuidado, por imprudência, imperícia ou negligência).  Isso pode incluir erros de diagnóstico, prescrições inadequadas de tratamentos, negligência durante procedimentos cirúrgicos, má administração de medicamentos e outras condutas que resultem em danos à saúde do paciente.
Um profissional da saúde pode ser responsabilizado por iatrogenia quando viola um padrão geral de cuidado. Por exemplo, o profissional não adere ao "padrão de cuidado" aceitável na profissão médica. O padrão de cuidado refere-se às práticas e procedimentos que profissionais médicos razoavelmente competentes seguiriam em circunstâncias semelhantes. Também, quando age com negligência, não fornecendo o cuidado adequado e diligente que se espera de um profissional competente na mesma situação. Outro exemplo é o erro médico, quando o profissional comete um erro de diagnóstico, tratamento ou procedimento que um médico razoavelmente competente não cometeria e que resulta em danos para o paciente. Notar que os parâmetros de responsabilidade do profissional se dão com base no padrão do homem médio (ler tópico, abaixo).
Outras possíveis fontes iatrogênicas podem  ser decorrentes da falta de Consentimento Informado, ou seja, o profissional não obtém o consentimento informado apropriado do paciente antes de realizar um tratamento ou procedimento, informando adequadamente sobre os riscos, benefícios, alternativas e possíveis complicações. Também, a prescrição Inadequada, ou seja, o profissional prescreve medicamentos ou tratamentos que causam danos ao paciente devido a dosagem errônea, interações medicamentosas não consideradas ou outras razões.
Há muitas fontes prováveis fontes iatrogênicas, tais como o Erro médico, Negligência ou procedimentos com falhas, Má caligrafia nas prescrições, Interação medicamentosa (previsível e de conhecimento geral) e danosa, com prejuízos ao paciente, Efeitos adversos dos medicamentos (previsíveis e de conhecimento geral), Tratamentos radicais (não reconhecidos pela comunidade científica ou médica) e erros graves de diagnóstico.
As seguintes ocorrências somente podem ser consideradas fontes iatrogênicas diretas quando resultam em danos à saúde do paciente e se decorrentes de dolo ou culpa por parte dos profissionais de saúde, a considerar, também, o contexto  em que ocorrem: Má utilização dos antibióticos, levando à criação de resistências, desde que em contrariedade às práticas de saúde vigente e uniformente utilizadas; Infecções hospitalares, desde que diretamente decorrentes de ação de profissional de saúde e sem observância dos deveres geral de cuidado e práticas usuais de saúde);  Transfusões sanguíneas (se realizada de forma incorreta ou desnecessária, sem observância dos deveres geral de cuidado e com prejuízos ao paciente).
O aumento de ocupação em Unidades de Terapia Intensiva (UTIs) de hospitais não pode ser considerada causa iatrogênica direta, por si mesma. Pode ser uma concausa que atue conjuntamente a outras para a produção da lesão iatrogênica. O aumento de ocupação em UTIs é mais frequentemente resultado de fatores complexos relacionados ao sistema de saúde, à disseminação de doenças infecciosas, à demanda de pacientes e a outros fatores externos.  A iatrogenia refere-se especificamente a danos ou complicações que ocorrem devido a intervenções médicas ou ações diretas de profissionais de saúde. O aumento de ocupação em UTIs, por outro lado, é muitas vezes uma consequência da natureza das doenças, surtos de doenças infecciosas, planejamento do sistema de saúde, disponibilidade de recursos e várias outras considerações que não envolvem diretamente intervenções médicas. Em vez de ser considerado iatrogenia, o aumento de ocupação em UTIs é geralmente avaliado como um desafio sistêmico de saúde pública e planejamento de atendimento médico. Isso pode estar relacionado a surtos de doenças infecciosas, como a COVID-19, ou a outros fatores que exigem a mobilização de recursos de saúde para atender a uma demanda imprevista.
Importante notar que seguintes atos não são considerados iatrogênicos: Imperícia, incluindo atos culposos; A fraude; Tortura aplicada por médicos; Experimentação médica antiética; As consequências da não adesão ou abandono de um tratamento por parte do paciente, ou do familiar que o administra. Os atos mencionados não são considerados iatrogênicos porque eles não envolvem diretamente procedimentos médicos, tratamentos ou intervenções que causem efeitos adversos aos pacientes: 
- Imperícia, incluindo atos culposos: A imperícia refere-se à falta de habilidade ou competência na execução de procedimentos médicos. Embora possa resultar em danos aos pacientes, não é considerada iatrogênica no sentido estrito, pois não envolve ação direta de tratamento ou intervenção médica.[17]
- Fraude: A fraude, como um ato deliberadamente enganoso para obter vantagens financeiras, não se enquadra no conceito de iatrogenia, que está relacionado aos efeitos adversos não intencionais de intervenções médicas.[17]
- Tortura aplicada por médicos: A tortura não é uma ação médica legítima e não faz parte do escopo das práticas médicas éticas. No entanto, não é considerada iatrogênica, pois não envolve intervenções médicas com o objetivo de tratar ou cuidar da saúde do paciente.[17]
- Experimentação médica antiética: A experimentação médica antiética refere-se a práticas de pesquisa ou tratamento que violam padrões éticos, como o consentimento informado ou a realização de experimentos prejudiciais. Embora seja prejudicial e repreensível, não é iatrogênico no sentido de causar danos devido a procedimentos médicos genuínos.[17]
- Consequências da não adesão ou abandono de um tratamento: A não adesão ou o abandono de um tratamento por parte do paciente ou do familiar não é estritamente considerada iatrogênica. Embora possa resultar em consequências negativas para a saúde do paciente, não envolve diretamente intervenções médicas que causem os efeitos adversos típicos das situações iatrogênicas.[17]

Em resumo, o conceito de iatrogenia está associado a danos causados por intervenções médicas, tratamentos ou procedimentos, não incluindo outras situações como negligência, má conduta ética, fraude ou abandono de tratamento.
Eutanásia, ortotanásia e Distanásia
A eutanásia envolve a ação intencional de causar a morte de um paciente, geralmente a pedido deste, com o objetivo de aliviar seu sofrimento. A eutanásia ativa é quando se realiza uma ação direta para causar a morte, enquanto a eutanásia passiva envolve a interrupção ou não início de tratamentos que manteriam a vida, permitindo que a doença siga seu curso natural. No contexto brasileiro, a eutanásia, em qualquer uma de suas formas, é considerada ilegal e é vista como uma violação do direito à vida.
A ortotanásia é a prática de permitir que a morte ocorra naturalmente, sem intervenções médicas extraordinárias para prolongar artificialmente a vida de um paciente em estado terminal ou irreversível. A ortotanásia envolve a retirada ou não início de tratamentos fúteis ou desproporcionais, permitindo que a natureza siga seu curso. No contexto brasileiro, a ortotanásia é permitida por lei e é vista como um direito do paciente, desde que respeitados os critérios éticos e legais, e não é considerada iatrogênica, pois não envolve intervenções ativas que causariam danos.
A distanásia, também conhecida como obstinação terapêutica, ocorre quando procedimentos médicos excessivos e desproporcionais são aplicados em pacientes em estado terminal, prolongando seu sofrimento sem reais benefícios. A distanásia é vista como uma postura contraproducente que não respeita a qualidade de vida do paciente. No contexto brasileiro, a distanásia é desencorajada e pode ser considerada ilegal em certas situações, dependendo das circunstâncias específicas.
No sentido estrito da definição de iatrogenia, essas práticas apenas podem ser consideradas iatrogênicas se contrárias às leis, às práticas de saúde usuais, se realizadas com o objetivo de causar dano ao paciente ou se decorrentes de erros profissionais ou violação a um dever geral ou profissional de cuidado. É importante observar que o termo "iatrogenia" é tradicionalmente associado a erros médicos ou complicações indesejadas decorrentes de tratamentos médicos que foram realizados com a intenção de ajudar o paciente. Tanto a eutanásia quanto a distanásia envolvem decisões tomadas em relação ao fim da vida do paciente, e essas decisões podem ser baseadas em considerações éticas, morais e pessoais, em vez de serem resultado de intervenções médicas mal executadas.
É importante reconhecer que essas práticas são mais frequentemente discutidas no contexto de decisões éticas e morais complexas em relação ao fim da vida, em vez de erros ou danos decorrentes de intervenções médicas tradicionais. O entendimento desses conceitos pode variar de acordo com a perspectiva e o contexto. No contexto brasileiro, a prática da eutanásia não é legalizada, e qualquer forma de ação intencional para causar a morte de um paciente é considerada um crime. A ortotanásia, por outro lado, é reconhecida como um direito do paciente e é permitida sob critérios específicos que respeitam a dignidade e a autonomia do paciente. A distanásia, devido à sua natureza excessiva e prolongada, não é vista como um tratamento médico ético e pode ser contraproducente.
O Conselho Federal de Medicina (CFM) é uma instituição que estabelece normas éticas e diretrizes para a prática médica no Brasil. O CFM é contra a legalização da eutanásia no Brasil. A prática da eutanásia envolve a ação intencional de causar a morte de um paciente para aliviar seu sofrimento. O CFM considera que a eutanásia não é compatível com os princípios éticos da medicina, que incluem a preservação da vida e o alívio do sofrimento, mas não de forma a abreviar a vida deliberadamente. O CFM é contrário à distanásia, também conhecida como obstinação terapêutica, que é a prática de prolongar a vida de um paciente terminal por meio de intervenções médicas fúteis ou desproporcionais. O CFM defende que os tratamentos médicos devem ser proporcionais e baseados na relação risco-benefício, evitando procedimentos excessivos que apenas prolongariam o sofrimento do paciente. O CFM apoia a ortotanásia, que é a prática de permitir que a morte ocorra naturalmente, sem intervenções médicas extraordinárias para prolongar artificialmente a vida de pacientes em estado terminal ou irreversível. A ortotanásia é vista como uma abordagem mais compassiva e ética para o final da vida, respeitando a dignidade e a qualidade de vida do paciente.

### Erro médico e Lesão Iatrogênica
De acordo com o advogado especialista em direito médico pela Harvard, David Castro Stacciarini:
A Lesão Iatrogênica, é uma lesão involuntária no tratamento médico, ela viola o princípio mais antigo da medicina “primum no nocere – primeiro não fazer mal". Mais especificamente, uma lesão iatrogênica injusta e indesculpável, viola um dos quatro pilares do dever médico, de não fazer mal, (junto com benevolência, justiça e autonomia), na estrutura internacional moderna da ética médica. No direito médico internacional, (common law e civil law), não importa se a lesão é iatrogênica, os advogados que atuam nessa área, se importam apenas se o ato médico foi um ato “negligente" - divergência deliberada do padrão.
As Condições iatrogénicas, não resultam necessariamente de erros médicos, tais como falhas durante uma cirurgia, ou a prescrição do medicamento errado. De fato, tanto os efeitos intrínsecos como os laterais de um tratamento médico podem ser iatrogénicos.
Por exemplo, a radioterapia ou quimioterapia, devido à agressividade necessária dos agentes terapêuticos, causam perda de cabelo (alopécia), anemia, vómitos e náuseas, entre outros. Estes efeitos são iatrogénicos porque são uma consequência do tratamento médico. Outro exemplo é a perda de função resultante da necessidade de remover um órgão doente, como no caso da diabetes iatrogénica após remoção de parte ou todo o pâncreas.
Noutras situações, pode realmente ocorrer negligência ou falhas nos procedimentos, como quando uma prescrição com má caligrafia leva à dispensa do medicamento errado por parte do farmacêutico, agravar o estado do doente.
As condições iatrogênicas não precisam resultar de erros médicos, como erros cometidos em cirurgias, ou prescrição ou administração de terapia errada, como um medicamento. De fato, os efeitos intrínsecos e às vezes adversos de um tratamento médico são iatrogênicos. Por exemplo, radioterapia e quimioterapia – necessariamente agressivas para efeito terapêutico – freqüentemente produzem efeitos iatrogênicos como perda de cabelo, anemia hemolítica, diabetes, vômitos, náuseas, danos cerebrais, linfedema, infertilidade, etc. A perda de função resultante da remoção necessária de um órgão doente é iatrogênica, como no caso do diabetes resultante da remoção total ou parcial do pâncreas.
A incidência de iatrogenia pode ser enganosa em alguns casos. Por exemplo, um aneurisma aórtico rompido é fatal na maioria dos casos; a taxa de sobrevivência para o tratamento de um aneurisma aórtico roto é inferior a 25%. Os pacientes que morrem durante ou após uma operação ainda serão considerados mortes iatrogênicas, mas o procedimento em si continua sendo uma aposta melhor do que a probabilidade de morte se não for tratado.
Outras situações podem envolver negligência real ou procedimentos defeituosos, como quando os farmacoterapeutas produzem prescrições manuscritas de medicamentos.  Outra situação pode envolver negligência em que os pacientes são ignorados e não recebem os devidos cuidados devido aos provedores terem preconceito por motivos como orientação sexual, etnia, religião, status de imigração, etc. Isso pode causar desconfiança entre pacientes e provedores, levando os pacientes a não ir para o tratamento, resultando em mais mortes.

### Efeitos adversos
Uma causa muito comum de efeitos iatrogénicos, que acarreta significante morbilidade e mortalidade, é a interação medicamentosa, que ocorre quando um ou mais medicamentos alteram os efeitos de outros que estão a ser tomados pelo paciente, por exemplo aumentando ou diminuindo a sua acção. Efeitos laterais tais como as reações alérgicas a medicamentos, mesmo quando são inesperadas, são uma forma de iatrogenia.
Um efeito iatrogênico muito comum é causado pela interação medicamentosa, ou seja, quando o farmacoterapeuta deixa de verificar todos os medicamentos que o paciente está tomando e prescreve novos medicamentos que interagem de forma agonística ou antagônica (potencializando ou atenuando o efeito terapêutico pretendido). Tais situações podem causar significativa morbidade e mortalidade . As reações adversas, como reações alérgicas a medicamentos, mesmo quando inesperadas pelos farmacoterapeutas, também são classificadas como iatrogênicas.
A evolução da resistência aos antibióticos nas bactérias também é iatrogênica.  Cepas bacterianas resistentes a antibióticos evoluíram em resposta à prescrição excessiva de antibióticos. Certos medicamentos e vacinas são tóxicos por si só em doses terapêuticas devido ao seu mecanismo de ação. Agentes antineoplásicos alquilantes, por exemplo, causam danos ao DNA , que é mais prejudicial às células cancerígenas do que às células normais. No entanto, a alquilação causa efeitos colaterais graves e é realmente cancerígena por si só, com potencial para levar ao desenvolvimento de tumores secundários. De maneira semelhante, medicamentos à base de arsênico , como o melarsoprol , usado para tratar a tripanossomíase , podem causar envenenamento por arsênico. Os efeitos adversos podem aparecer mecanicamente. O design de alguns instrumentos cirúrgicos pode ter décadas, portanto, certos efeitos adversos (como trauma tecidual) podem nunca ter sido devidamente caracterizados.

### Procedimentos médicos não comprovados
Existem muitos exemplos, quer no passado como no presente, em que procedimentos foram ou são usados sem provas de que funcionem. Estes tratamentos não provados podem ser uma fonte de doença ou morte iatrogénica.
Atualmente, há casos de novos medicamentos (por exemplo contra o cancro) que são usados antes de estarem completas todas as fases do ciclo do medicamento, pelo que ainda são desconhecidos muitos dos seus efeitos. A justificação para o seu uso, mesmo correndo o risco de causar efeitos laterais graves, é a de que esse doente esgotou todas as hipóteses de tratamento disponíveis, e tenta assim uma "cura desesperada" com um novo medicamento. Também se verificaram situações semelhantes durante o desenvolvimento dos primeiros medicamentos contra a SIDA, numa altura em que não havia opções de tratamento.
A adesão a teorias médicas especulativas já provocou também dano desnecessário a doentes. Os exemplos abundam:
- Wilhelm Fliess, um otorrinolaringologista austríaco, propôs a existência de uma neurose nasal reflexa, tendo tratado muitos pacientes através de anestesia da mucosa nasal com cocaína, e cirurgia nasal.
- Sir William Arbuthnot Lane, um cirurgião britânico, realizou centenas de colectomias radicais (remoção completa do cólon) porque acreditava que cólons envenenados eram a causa de várias doenças, tais como obstipação, auto-intoxicação e outras.
- A remoção cirúrgica das amígdalas palatinas foi realizada durante várias décadas para um número de doenças, incluindo a suposta prevenção das infecções da garganta (faringite).

### Psiquiatria
Em psiquiatria, a iatrogenia pode ocorrer devido a erros de diagnóstico (incluindo diagnóstico com uma condição falsa, como foi o caso da histero-epilepsia ). Um exemplo de uma condição parcialmente iatrogênica devido a erros de diagnóstico comuns é o transtorno bipolar , especialmente em pacientes pediátricos.  Acredita-se que outras condições, como transtorno somatoforme e síndrome da fadiga crônica, tenham componentes socioculturais e iatrogênicos significativos.  Acredita-se que o transtorno de estresse pós-traumático seja propenso a complicações iatrogênicas com base na modalidade de tratamento.  Mesmo o uso de drogas antipsicóticas leva à perda de massa cerebral.
O tratamento psiquiátrico de algumas condições e populações, como abuso de substâncias  é considerado como portador de riscos para iatrogenia. No outro extremo do espectro, o transtorno dissociativo de identidade é considerado por uma minoria de teóricos como um distúrbio totalmente iatrogênico, com a maior parte dos diagnósticos surgindo de uma pequena fração dos praticantes.
O grau de associação de qualquer condição particular com iatrogenia não é claro e, em alguns casos, controverso. O sobrediagnóstico de condições psiquiátricas (com a atribuição de terminologia de doença mental) pode estar relacionado principalmente à dependência clínica de critérios subjetivos.  A atribuição de nomenclatura patológica raramente é um processo benigno e pode facilmente subir ao nível de iatrogenia emocional, especialmente quando nenhuma alternativa fora do processo de nomeação de diagnóstico foi considerada. Muitos ex-pacientes chegam à conclusão de que suas dificuldades são em grande parte resultado das relações de poder inerentes ao tratamento psiquiátrico, o que levou ao surgimento da movimento antipsiquiátrico.

### Pobreza iatrogênica
O termo "pobreza iatrogênica" para descrever o empobrecimento induzido por cuidados médicos.  O empobrecimento é descrito para famílias expostas a gastos catastróficos com saúde  ou a dificuldades de financiamento.  Todos os anos, em todo o mundo, mais de 100.000 famílias caem na pobreza devido a despesas com saúde. Um estudo relatou que nos Estados Unidos em 2001, doenças e dívidas médicas causaram metade de todas as falências pessoais.  Especialmente em países em transição econômica, a disposição de pagar pelos cuidados de saúdeestá aumentando, e o lado da oferta não fica para trás e se desenvolve muito rápido. Mas a capacidade regulatória e protetora nesses países costuma ficar para trás. Os pacientes facilmente caem em um círculo vicioso de doença, terapias ineficazes, consumo de poupança, endividamento, venda de ativos produtivos e, eventualmente, pobreza.

### Iatrogenia social e cultural
O crítico social do século 20, Ivan Illich, ampliou o conceito de iatrogenia médica em seu livro de 1974, Medical Nemesis: The Expropriation of Health, definindo-o em três níveis.
- Primeiro, a iatrogenia clínica é a lesão causada aos pacientes por tratamentos ineficazes, inseguros e errôneos, conforme descrito acima. A esse respeito, ele descreveu a necessidade de uma medicina baseada em evidências 20 anos antes de o termo ser cunhado.[36]
- Em segundo lugar, em outro nível, a iatrogenia social é a medicalizaçãode vida em que profissionais médicos, empresas farmacêuticas e empresas de dispositivos médicos têm interesse em patrocinar doenças, criando demandas de saúde irrealistas que exigem mais tratamentos ou tratando doenças que não fazem parte da experiência humana normal, como declínios relacionados à idade . Dessa forma, aspectos da prática médica e das indústrias médicas podem produzir danos sociais nos quais os membros da sociedade acabam se tornando menos saudáveis ou excessivamente dependentes de cuidados institucionais. Ele argumentou que a formação médica dos médicos contribui para a medicalização da sociedade porque eles são formados predominantemente para diagnosticar e tratar doenças, portanto, focam na doença e não na saúde. A pobreza iatrogênica (acima) pode ser considerada uma manifestação específica da iatrogenia social.[35]
- Em terceiro lugar, a iatrogenia cultural refere-se à destruição das formas tradicionais de lidar e dar sentido à morte, ao sofrimento e à doença. Dessa forma, a medicalização da vida leva a danos culturais, pois os membros da sociedade perdem suas habilidades autônomas de enfrentamento. Vale a pena notar que nessas críticas "Illich não rejeita todos os benefícios da sociedade moderna, mas rejeita aqueles que envolvem dependência e exploração injustificadas".[37]

## Iatrogenia e caso fortuito
Diferente da iatrogenia é o acontecimento fortuito, pois este é aquele que não pode ser previsto ou que, prevendo-o, não pode ser evitado. Por exemplo, se uma pessoa recebe algum medicamento e acaba tendo o que é chamado de idiossincrasia (reação anormal) em relação a essa droga, então a pessoa pode sofrer um estado de doença que pode levar à morte. Mas a pessoa não sabe que é assim, nem o médico tem como saber antecipadamente quem pode ser idiossincrático a uma determinada droga, não há estudo laboratorial, radiografia ou análise que possa determinar essa condição em uma pessoa a priori.  Ingerir um medicamento e sofrer dano nessas condições resulta em um evento fortuito típico, pois não havia forma humana de saber que a pessoa era idiossincrática àquela molécula e, embora o médico possa sempre ter esse tipo de eventualidades, muitas vezes não há alternativa terapêutica porque, se todos podemos ter reações exageradas qualquer substância, então nunca devemos ingerir nada em nenhuma circunstância, demonstratio ab absurdum que dispensa qualquer comentário adicional.

## Iatrogenia e má prática
A imperícia é um conceito jurídico totalmente diferente dos anteriores e que por sua vez implica a existência de culpa legal, culpa esta que se expressa através de negligência, imperícia, imprudência e/ou incumprimento dos deveres do cargo.  Neste caso, estamos diante de crimes culposos perfeitamente tipificados nos códigos penais de muitas nações; Aqui há um dano produto de uma conduta negligente à custa de um ato descuidado e sem zelo suficiente (negligência) , de um ato de ousadia além das exigências da circunstância (imprudência ) , de um ato sem habilidades suficientes para concretizá-lo (inexperiência), ou de actuar sem observância das obrigações intrínsecas à função que executa (a inobservância dos deveres inerentes ao cargo ).

## Iatrogenia e dolo (com intenção)
Certos crimes cometidos com a intenção de causar dano, que podem variar de lesões leves a homicídios, devem ser separados da iatrogenia, pois nesta, é claro, está excluída a intencionalidade. Alguns Exemplos de crimes deliberados:
- Aborto não terapêutico nos países onde é tipificado, o profissional que pratica tal prática o faz consciente e intencionalmente, é capaz de compreender a criminalidade de seu ato e de direcionar suas ações; Podendo evitá-lo, ele o consome por livre escolha de sua própria vontade.[41]
- Um médico que planeja o assassinato de uma pessoa ao administrá-lo em doses intencionalmente excessivas, que o tornam tóxico.[41]
- Um cirurgião que, operando alguém que odeia, por exemplo por uma questão passional, decide no momento do ato cirúrgico, omitir algum procedimento, ou realizar outro inapropriado, sempre com a intenção de causar dano, ferindo aquele paciente ou matando ele.[41]

## Iatrogenicidade e não adesão terapêutica
Embora pareça óbvio, o descumprimento terapêutico em que alguns pacientes incorrem também deve ser separado da iatrogenia, seja por negligência, incompreensão, medo ou por algum propósito indescritível, como obter algum tipo de restituição por invalidez. incapacidade física decorrente da não adesão ao tratamento indicado. Exemplos:
- Um doente acidentado, por exemplo durante o seu dia de trabalho, que depois de ter sido operado à sua lesão, evita conscientemente cumprir, por exemplo, as orientações de reabilitação prescritas, para que as suas sequelas físicas lhe permitam aceder ao pagamento da indenização.[42]
- Pessoas que, após sofrerem um acidente de viação, realizam este tipo de comportamento para receber o seguro um valor que estimam ser superior ao que teriam se tivessem tido um grau de recuperação superior.[42]
- Uma pessoa que prolonga o seu tratamento, também por uma intenção indescritível, faz com que ela não cumpra as orientações de tratamento indicadas.[42]

É fácil entender que nesses casos não se pode falar em iatrogenia.

## Iatrogenicidade e abandono do tratamento
Neste caso, algo semelhante ao anterior, o paciente também abandona preguiçosamente o seu tratamento, com os mesmos elementos motivacionais ou não do caso anterior, mas ao contrário do anterior, aqui o paciente não deixa de cumprir a terapêutica prescrita medidas, mas, simplesmente, abandona o tratamento sem receber alta médica. Em muitos destes casos não existe um motivo indescritível, mas simplesmente comportamentos orientados para o autoabandono ou medo de prolongar o sofrimento, o que impede o paciente de concluir o seu tratamento. Como no caso anterior, o conceito de iatrogenia também não se aplica aqui, pois as sequelas que o paciente pode apresentar não estão inerentemente associadas ao tratamento indicado, prescrito ou administrado.

## Incidência e importância
A iatrogenia é um fenómeno importante, e um risco severo para os pacientes. Um estudo de 1981 refere que um terço das doenças num hospital universitário eram de causa iatrogénica, que cerca de um em dez eram consideradas major, e que em 2% dos doentes a doença iatrogénica levou à morte. As complicações estavam mais fortemente associadas com a exposição a medicamentos. Noutro estudo, os principais fatores que levavam a problemas eram uma avaliação inadequada dos pacientes, falta de monitorização e acompanhamento, e a não realização dos testes de diagnóstico necessários.
Apenas nos Estados Unidos, registraram-se no ano 2000:
- 12 000 mortes em cirurgias desnecessárias
- 7 000 mortes por erros de medicação em hospitais
- 20 000 mortes por outros erros hospitalares
- 80 000 mortes por infecções hospitalares
- 106 000 mortes por efeitos laterais dos medicamentos (não por erro)

Estes números, que totalizam 225 000 mortes por ano, colocam a iatrogenia como terceira causa de morte nos Estados Unidos, após a doença cardíaca e o cancro, e a uma grande distância da causa seguinte, a doença cerebrovascular.
Ao interpretar estes números, é de notar que:
- a maior parte dos dados foram derivados de estudos em doentes hospitalizados
- as estimativas são apenas para mortes, e não incluem outros efeitos negativos
- As estimativas de morte devido a erro são menores que as do relatório IOM. Se forem usadas as estimativas mais altas, o número de mortes por iatrogenia pode variar entre 230 mil e 284mil.[46]

## História
O termo "iatrogênese" significa "gerado por um curador", do grego iatros ( ἰατρός , "curandeiro") e gênese ( γένεσις , "origem"); como tal, em suas formas anteriores, poderia se referir a efeitos bons ou ruins. Desde pelo menos a época de Hipócrates , as pessoas reconhecem os efeitos potencialmente danosos da intervenção médica. "Primeiro não cause dano" ( primum non nocere ) é um mandato hipocrático primário na ética médica moderna. Doença iatrogênica ou morte causada propositadamente ou por erro evitável ou negligência por parte do curador tornou-se uma ofensa punível em muitas civilizações.
A transferência de patógenos da sala de autópsia para pacientes de maternidade, levando a chocantes taxas históricas de mortalidade de febre puerperal (também conhecida como "febre puerperal") em instituições de maternidade no século 19, foi uma grande catástrofe iatrogênica da época. O mecanismo de infecção foi identificado pela primeira vez por Ignaz Semmelweis.  Com o desenvolvimento da medicina científica no século 20, pode-se esperar que a doença iatrogênica ou a morte sejam mais facilmente evitadas. Antissépticos, anestesia, antibióticos, melhores técnicas cirúrgicas, protocolos baseados em evidências e melhores práticas continuam a ser desenvolvidos para diminuir os efeitos colaterais iatrogênicos e a mortalidade.